# Ceratozamia norstogii
Ceratozamia norstogii — вид голонасінних рослин класу саговникоподібні (Cycadopsida).
Етимологія: вшанування американського ботаніка і видатного дослідника саговникоподібних Кнута Норстога (Knut Norstog).

## Опис
В природі розвиває тонкий стовбур близько 50 см в довжину і 10 см у поперечнику. Молоде листя густо вкрите коричневими волосками. Зрілі листки 1–2 м в довжину, темно-зелені, гладкі, голі; черешок довжиною 20–30 см, озброєний гострими колючками; листові фрагменти 100–160 на кожному листку, розміром 20–50 см × 0,3–1 см, лінійні, сидячі, від гострих загострених. Чоловічі шишки розміром 20–25 см × 5–8 см, як правило, поодинокі, циліндричні, темно-жовто-коричневі; плодоніжка довжиною 2–5 см, пухнаста. Жіночі шишки 20–40 см × 9–12 см, зазвичай поодинокі, циліндричні, оливково-зелені. Насіння 2–3,5 см × 1,2–1,5 см, овальне, гладке, біле при дозріванні. Саркотеста біла, старіючи стає коричневою.

## Поширення, екологія
Країни поширення: Мексика (Чіапас, Оахака). Рослини зустрічаються в сезонно сухих сосново-дубових лісах в Сьєрра-Мадре-де-Чіапас (Сьєрра-де-Соконуско).

## Використання
Вирощується, хоча й рідко, як декоративна.

## Загрози та охорона
Вид був сильно вплинуло збирання для торгівлі декоративними рослинами, але це в останні роки сповільнилося. Рослини зустрічаються в El Triunfo Biosphere Reserve і/чи La Sepultura Biosphere Reserve.